# Patimat Abakarova
Patimat Seražutdinovna Abakarova (in russo Патимат Серажутдиновна Абакарова?, in azero Patimat Serajutdin qızı Abakarova; Machačkala, 23 ottobre 1994) è una taekwondoka russa naturalizzata azera.

## Palmarès
- Giochi olimpici

Rio de Janeiro 2016: bronzo nei 49 kg.
- Giochi europei

Baku 2015: bronzo nei 49 kg.
- Europei

Montreux 2016: argento nei 53 kg;
Kazan 2018: bronzo nei 49 kg.